# Почаково
Почаково (словен. Počakovo; у старијим изворима такође Свети Јане в Коту  ) је насељено место у словеначкој општини Радече у покрајини Долењска која припада Посавској регији. До јануара 2014. је припадало Савињској регији. Насеље укључује засеоке Сподње Почаково, Згорње Почаково, Чешенце, Свети Јанез и Јатне Коте
Налази се на надморској висини 553,7 м, на површини од 7,85 км². Приликом пописа становништва 2011. године насеље је имало 128 становника. 
Локална црква посвећена Светом Јовану јеванђелисти припада парохији Свибно. Изграђена је 1881. на месту барокне капеле. То је једнобродна црква са звоником на западмон делу и сакристијом на северу светилишта. Опрема је већином из 19. века.